# Дикий (фильм, 2018, Франция)
Дикий (фр. Sauvage) — французский полнометражный дебютный фильм-драма режиссёра Камиля Видаль-Наке, выпущенный в 2018 году. Мировая премьера картины состоялась 10 мая 2018 года на 71-м Каннском международном кинофестивале, где она участвовала в конкурсной программе Международной недели критики.
В 2019 году фильм участвовал в международной программе 48-го Киевского международного кинофестиваля «Молодость» и получил Гран-при фестиваля «Скифский олень».

## Сюжет
Двадцатидвухлетний одинокий гей Лео зарабатывает, продавая своё тело на улице за небольшие деньги мужчинам. Среди его клиентов — любители ролевых игр и секса втроём, инвалиды и клиенты, которые годятся ему в отцы. В отличие от многих проституток, Лео умеет получать удовольствие в постели, но у него есть роковой недостаток — он по-юношески романтический и ранимый. Он болезненно относится к чужому пренебрежение и, несмотря на всё, что видел, не оставляет надежды на любовь. Он склоняется к мрачному и недовольному жизнью «парня для снятия» Ахду, который не может ответить ему взаимностью.